# ドラゴンハーフ
『ドラゴンハーフ』 (Dragon Half) は、見田竜介による漫画作品。富士見書房の『月刊ドラゴンマガジン』で連載されていた。単行本は全7巻。

## 概要
戦闘シーンとお色気シーンの多い冒険ファンタジーだが、ギャグ主体であり、「RPG（ロール・プレイング・ギャグ）」と銘打っていた。登場人物の名前やアイテム、モンスターは、様々なゲームやファンタジーからのパロディであることが多い。ドラゴンマガジン誌でも人気のあった作品で、連載中に何度も特集が組まれた。

## あらすじ
主人公ミンクはドラゴンと人間のハーフであるドラゴンハーフ。アイドル騎士ディック・ソーサーに一目ぼれするが、ソーサーはドラゴンスレイヤーであるためにこのままでは決して結ばれない。ピド=ポーションという人間になるための秘薬を探しにミンク、ルファ、ピアの3人で冒険の旅に出発するが、ピドの街は大魔王アザトデスに支配されピド=ポーションも独占されていた。人間になるための冒険を続けるうちに、大魔王アザトデスとその一族を相手に戦うことになる。

## 登場人物
ミンク
主人公。ドラゴンハーフ。連載初期は多少打算的な所もあったが、真面目でお人よしな美少女。皇赤龍（カイザードラゴン）ハーフである事が大きく物語に影響してくる。
ルース
ミンクの父親。人間。かつてはシヴァ王国随一の騎士だったが、赤龍討伐の最中に肝心の赤龍と駆け落ちした。女好きで浮気もので薄情の駄目男。喧嘩三昧ながらマナにだけは本気で惚れている。
普段はまるでやる気がないものの、家族を傷付けられた時など本気を出せば今なお作中随一の剣士であり、必殺技「冥界仏滅斬（ルースクラッシュ）」は敵を『R』の字に斬り裂く。
マナ
ミンクの母親でタイタンの娘。皇赤龍。作中では比較的常識人。
ルファ
ミンクの友達。エルフ。魔法が得意なつもりでいるが、まともに使えたためしが無い。極めて惚れっぽい性格であり、オヤジ的なエロ好き。
リンク
ルファの父親。エルフ。ルファが魔法に失敗すると手本を見せようとするが、やはり必ず失敗する。
ゼルダ
ルファの母親。エルフ。リンクが魔法に失敗する姿を「素敵」と言う。
ピア
ミンクの友達。人間。能天気で、言葉の意味も判らず「足手まといする!」と言ってミンク達に付いてきた。初期段階では少年キャラで、ミンクに対して思いを寄せている裏設定も存在しており、後半でミンクと結ばれるはずだったが、連載が長くなったため、少女キャラの設定になった。
マリオ
ピアの父親。人間。心配症で、何かというとすぐ気絶する。旅立つピアに「無敵の鎧」を渡した。
ピーチ
ピアの母親。人間。マリオと同様の気絶体質。
マッピー
ピド国王スターマンからミンク達に譲られたフェアリーマウス。近くに宝箱があると「ミュー」と鳴き、近くに罠があっても「ミュー」と鳴く。怒ると巨大化する。
ビーナ
シヴァ王国の王女。スライムハーフ。ソーサーを巡ってミンクとはライバル関係。
シヴァ王
ビーナの父親でシヴァの国王。人間。光輝く見事な禿頭を誇る。親馬鹿でビーナと共にミンクを倒そうとする。
ビーナス
ビーナの母親。スライム。ピド=ポーションで人間になりシヴァ王妃の座を射止めたが、生まれた「玉のような娘」の姿にショックを受け死亡。
ロザリオ
シヴァ王の側近にして軍師。毒リンゴを食べさせて相手を倒す白雪姫作戦を得意とする。
ダマラム
シヴァ王国正規軍大尉。ビーナに命じられてミンクを討伐しようとするが、毎回自滅し、その度に鍛冶屋のトニーを脅して身体を機械化する。作中でもトップクラスのギャグキャラとして設定されており、何度でも生き返る。決め台詞は「ダマラム一生の不覚!」「お誉めにあずかり恐悦至極!」など。
- ダマラム
- メカダマラム - 胸から怪光線を発し、腕にはマシンガンを内蔵し、爪先は超合金Z製、そして指には水鉄砲が仕込まれている。
- ダマラムヘッド - 頭だけになったダマラム。身体を失う度にこの姿になる。
- 悪魔神将軍ヘビィ=ダマラム - ダグが作ったボディに頭を載せた姿。
- ヘビィ=ダマラッシー - ダマラムの騎竜だったラッシーをメカ化したものと合体した姿。合体プロセスを誤り操縦パーツを組み込み損ねたため、最初からコントロール不能に陥った。
- 超機神ダマラム・デス - ミグから黙って借りてきた魔操兵器に乗り込んだ姿。396種の武器が入った「異次元ポケット」を持ち、アザトデスの1/100の強さを誇るが、まったく使いこなせなかった。
- 破壊闘将ダマネーブル - ログが作ったミンク処理用電脳機兵ネーブル08号の身体を奪った女体姿。
- 超危険（デインジャラス）ダマラム - 大砲の砲弾のようなものを身体にした姿。蹴躓いて自爆。

ディック・ソーサー
歌って踊れるアイドル騎士。マーマンハーフ。海王族の前国王ディック･リックの息子であり前王子。顔だけキャラではなく実際に強く、必殺技「夢想転生剣（ソーサースペシャル）」は敵を『S』の字に斬り裂く。善人だがやや独善的。
皇赤龍タイタンの裏切りによって両親を殺された過去があり、ドラゴンを憎悪している。
ソニック
ソーサーのいとこ。海王族の現王子で、女好きのお調子者。戦闘能力は無いが、治癒魔法を得意とする。また逃げ足が速く、危機に陥った人を救出する時などに使う必殺技「夢想流星剣（ソニックスペシャル）」は『S』の字を描く軌道で逃げる。
アザトデス
悪魔神族の頂点に立つ大魔王。最強最悪で残忍な性格だが、気分屋で機嫌の良い時もあり、そんな時には息子達の戦闘を笑顔で見物する。
ログ
アザトデスの長男。天然のサディストで、洒落にならない事を言っては「冗談ですよ」の一言で済ませる、掴みどころの無い性格。自作の機械兵士を作って戦わせるが、いずれもポンコツ揃い。
ミグ
アザトデスの次男。直情で恰好付けだが、くまさんパンツを愛用する秘密をビーナに握られ、下僕にされる。当初は弟のダグが失敗するたびにお仕置きしていたが、後に自分もログからお仕置きされるようになる。
ダグ・フィン
アザトデスの三男。初登場時は強敵だったがミンクの成長で負け続け、ミグからお仕置きを受ける。
シモン=デルモンテ
バニア国王。美男子だが、何かと金銭をばら撒く癖と、すぐ女性に求婚する癖がある。
デッドライ大帝
バニア国内に居を構えている吸血鬼の女王。かつてアザトデスの恋人だったが気紛れで捨てられ、復縁を迫るために大魔王を封印できる「聖なるひょうたん」を求めて、ミンクと対立する。
アース・メデ
デッドライ四将軍の一人で地の将軍。26歳。ダグやルファに「オバハン」「オバン」呼ばわりされ激怒する。
メラミ・フレア
デッドライ四将軍の一人で炎の将軍。性的に興奮すると巨大化する「ケベス=サラマンダー」を使役するため、戦闘中に煽情的なポーズを取る。
ブフ・エアロガ
デッドライ四将軍の一人で風の将軍。無口無表情（点目）で、強烈な風を起こして意思を表明する。ベヒモスの体当たりを弾く皮下脂肪の持ち主。
プティフール・ジーサンズ
デッドライ四将軍の一人で水の将軍。都市を水没させるほど大量の涙を流す能力を持つ。ブリッ子な容姿口調でグロテスクな発言をする。ブフ将軍の表情を理解できる唯一の人物。
ピンク
後日譚で登場したミンクの娘。わがまま。
ルチャ
後日譚で登場したルファの娘。自意識過剰。
ピオ
後日譚で登場したピアの娘。気絶体質。

## 単行本
富士見ファンタジアコミックス刊。
1. ISBN 4-8291-8304-7
2. ISBN 4-8291-8309-8
3. ISBN 4-8291-8313-6
4. ISBN 4-8291-8320-9
5. ISBN 4-8291-8331-4
6. ISBN 4-8291-8342-X
7. ISBN 4-8291-8343-8

## OVA
- ドラゴンハーフ - ミンク旅立ち（1993年3月26日）
- ドラゴンハーフ（後編） - 凶殺武闘大会（1993年5月28日）

### キャスト
- ミンク：三石琴乃
- ルファ：國府田マリ子
- ピア：山田妙子
- ディック・ソーサー：松本保典
- ビーナ：佐久間レイ
- シヴァ国王：緒方賢一
- ロザリオ：塩沢兼人
- ダマラム：大塚明夫
- ダグ・フィン: 浦和めぐみ

### スタッフ
- 原作：見田竜介
- キャラクターデザイン：児山昌弘
- 作画監督：岸田隆宏
- 美術監督：竹田悠介
- 撮影監督：鳥越一志
- 音響監督：本田保則
- 色彩設計：杉田泰子
- 音楽：田中公平
- 制作：ING
- 企画協力：富士見書房
- 監督・脚本・絵コンテ：貞光紳也
- プロデューサー：佐々木史朗・石川光久

## 関連作品

### CD
- ドラゴンハーフ 大人気テレビまんが大行進
- 新・明解ドラゴンハーフ（1993年2月24日）

### ゲーム
- ドラゴンハーフRPG - ドラゴンハーフの世界観をそのままゲーム化したテーブルトークRPG(TRPG)。ソード・ワールドRPGのデザイナーである清松みゆきが手掛けており、ソード・ワールドRPGとルールに共通要素がある。非公式だが、ドラゴンマガジンの記事「ソード・ワールドRPG Q&A」で、ソード・ワールドRPGのルールを拡張するためにドラゴンハーフRPGを利用する方法が紹介されたことがある。
- ドラゴンハーフ - コンピュータRPG。PC-98版とPC Engine版がマイクロキャビンから発売された。デザイナーは見田竜介[2]。TRPGとのシステム的な関連はなく、戦闘はリアルタイムでカードを選ぶカードバトル方式であることが特徴。カードは「手役」として何枚かを揃えて出せば特殊な技が発動したり、戦闘開始時に速く出せば先制攻撃を狙えるなどの利点がある。美少女"ミンク"一行は、ディフォルメされた2頭身キャラとなり移動や戦闘を行う。「雪娘のマーリル」が新キャラとして追加されている。本来と頭身の違うキャラクターが演出に応じて入り交じるアニメ処理などは、原作のコミカルな雰囲気を再現している[3]。ゲームの要所に登場するビジュアルシーンでは、エルムナイトでも好評を得たアニメーションが使用されている[2]。シナリオの概要は原作同様であるが、内容は大きく異なる。憧れのディック・ソーサーに想われたい一心で、人間になれる秘薬"ピドポーション"を求めて旅に出る。その先で彼女の生命を狙う王女ビーナや大魔王アザトデスに遭遇する事になる、というオリジナルストーリー[2][4]。PC Engine版は上記OVAの声優陣によるボイスが追加されている。サントラCDも発売された。